# Largo Winch : Commando Sar
Largo Winch : Commando Sar (stylisé Largo Winch .//Commando Sar) est un jeu vidéo d'action-aventure développé par Rebellion et édité par Ubi Soft, sorti en 2002 sur PlayStation.
Il est tiré de la série télévisée du même nom.

## Accueil
- Jeuxvideo.com : 4/20[1]